# Thunpadel
Thunpadel ist der östlichste Ortsteil der Gemeinde Karwitz in der Samtgemeinde Elbtalaue im Landkreis Lüchow-Dannenberg in Niedersachsen.

## Geographie
Das Dorf liegt im Niederen Drawehn, 1 km östlich vom Kernbereich von Karwitz, nördlich der B 191.
Östlich vom Ort befindet sich das Naturschutzgebiet Maujahn.

## Geschichte
Im Kern hat Thunpadel seine Rundlingsform beibehalten und weist einige gut erhaltene große Vierständer-Hallenhäuser aus der zweiten Hälfte des 19. Jahrhunderts auf, aber auch beispielsweise ein noch älteres kleines Hallenhaus aus dem späten 18. Jahrhundert (Rundling 6). Zum Gesamteindruck des denkmalgeschützten Rundlings tragen auch alte Eichen bei, die den Dorfplatz umranden. Später wurde die Ortsbebauung nach Norden erweitert. Am Prisserschen Bach südlich des Ortes befand sich eine Wassermühle, die aufgegeben und heute teilweise baufällig ist.

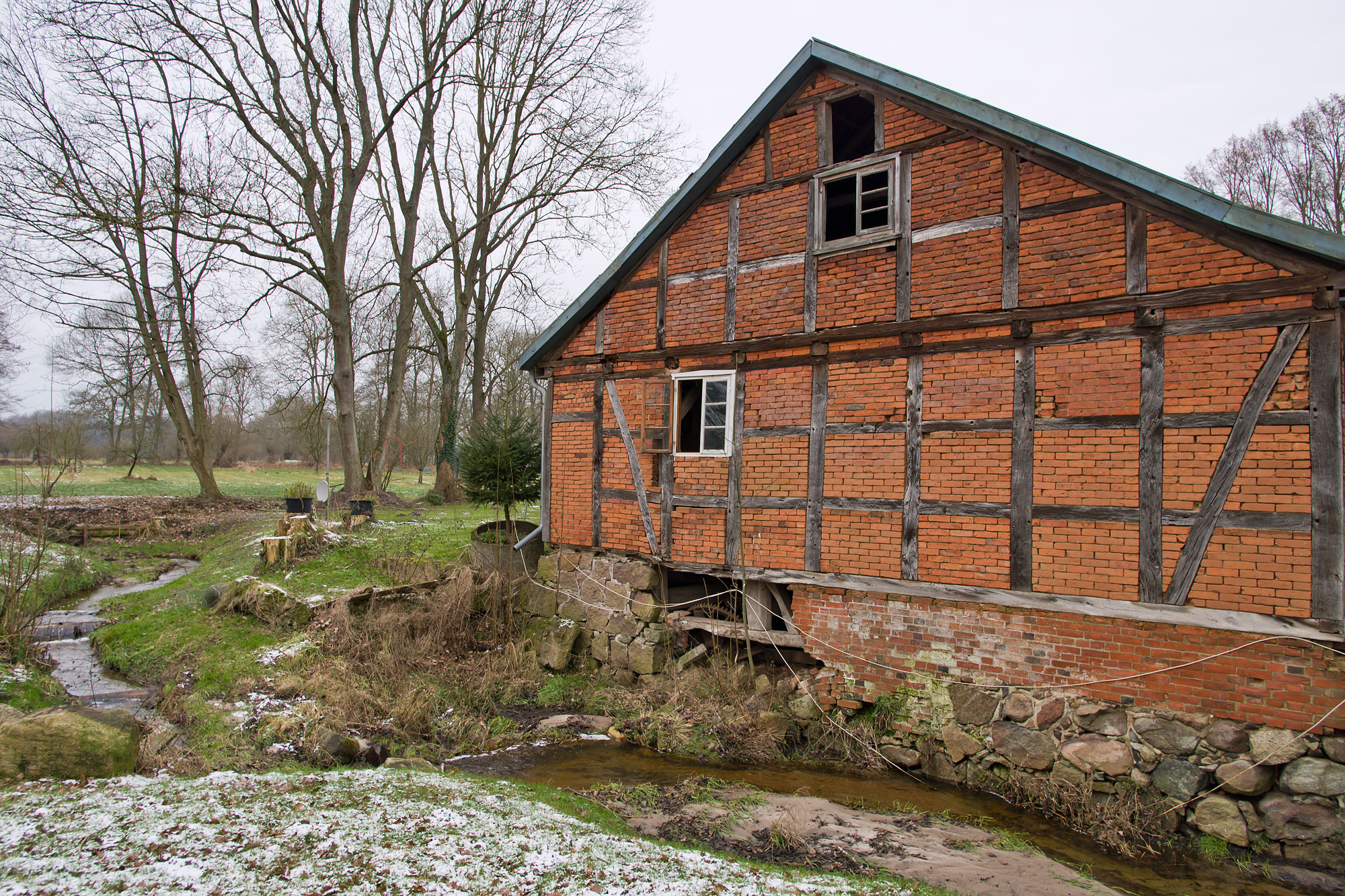
Wassermühle

Am 1. Juli 1972 wurde Thunpadel in die Gemeinde Karwitz eingegliedert.